# Concordia Sagittaria

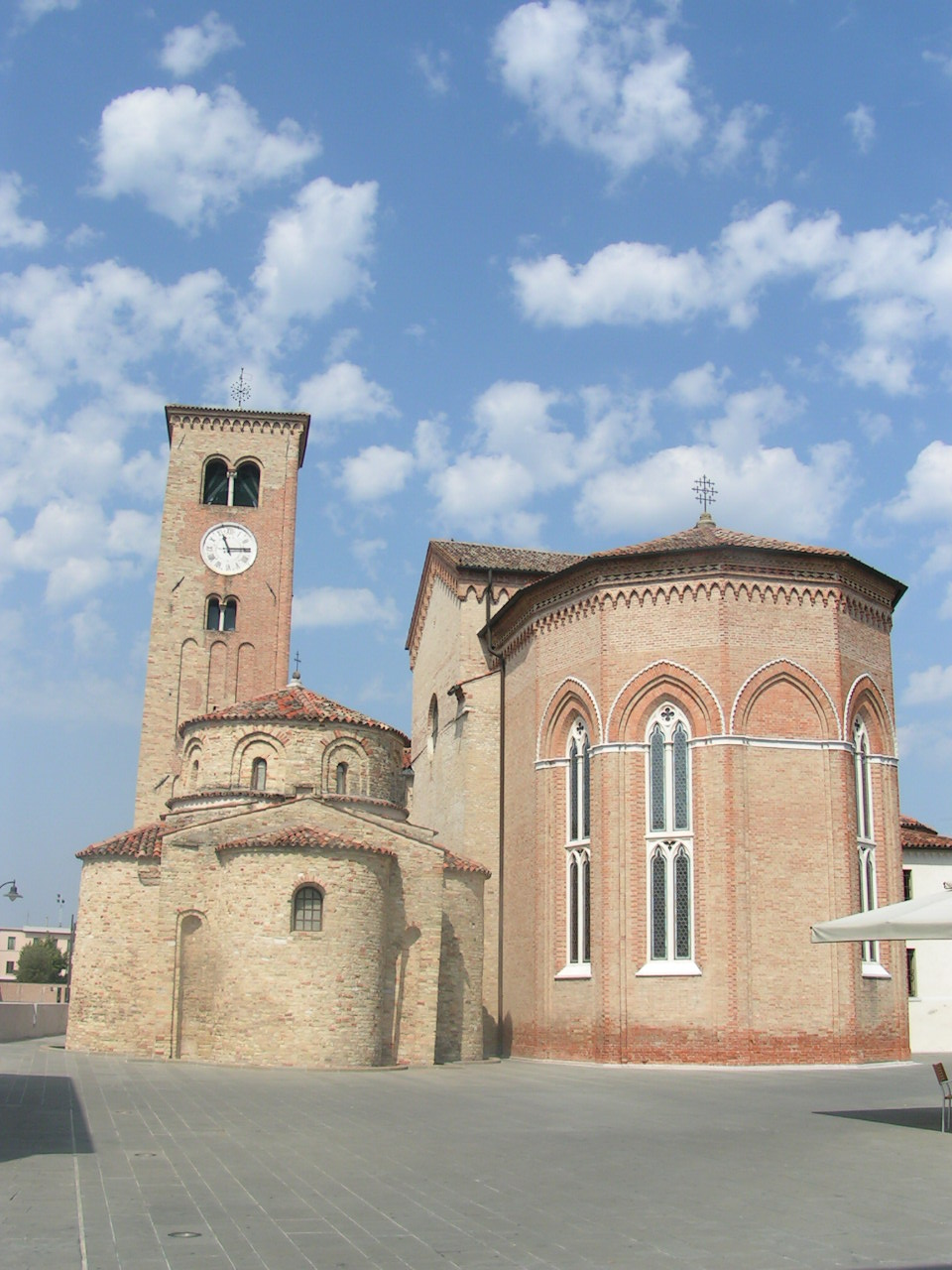
Die Kathedrale mit dem Baptisterium (links) aus dem 11. Jahrhundert

Concordia Sagittaria ist eine Gemeinde in der italienischen Metropolitanstadt Venedig mit 10.252 Einwohnern (Stand 31. Dezember 2023). Sie liegt am Fluss Lemene unmittelbar südlich der Stadt Portogruaro und etwa 80 km nordöstlich von Venedig. Concordia ist Bischofssitz des römisch-katholischen Bistums Concordia-Pordenone. Benachbarte Gemeinden sind Caorle, Portogruaro und San Stino di Livenza.

## Geschichte
Während der letzten Maximalvereisung vor ca. 25.000 bis 17.000 Jahren lag der Meeresspiegel an der oberen Adria rund 120 m unter dem heutigen Niveau. Danach stieg der Meeresspiegel bis etwa 5000 v. Chr. relativ zügig an, wobei er immer noch 10 m unter dem heutigen lag. Danach verlangsamte sich der Anstieg und starke Schwankungen lassen sich nachweisen. Untersuchungen an Mikroorganismen konnten die Ausbreitung von Salzmarschen im Gebiet der Stadt um 4700 v. Chr. nachweisen, während um 2500 v. Chr. wieder Süßwasser vorherrschte.
Im Sommer 2012 wurde bei Loncon, fünf Kilometer südsüdwestlich von Concordia Sagittaria, eine Fundstätte ergraben, die bis ins späte Neolithikum zurückreicht. Die Artefakte lassen eine temporäre Nutzung in der Nähe eines bisher unentdeckten Dorfes erkennen, die kulturelle Ausrichtung verweist auf Istrien. Nachgewiesen wurden zeremonielle Niederlegungen von Schädeln, vor allem eines Wildschweins und eines Wolfes. Die nachfolgende Besiedlungsphase in Loncon gehört der älteren Bronzezeit an. Vor allem ein Brunnen aus dem 10./9. Jahrhundert v. Chr. dokumentiert die Übergangsphase von der späten Bronzezeit zur Eisenzeit. Alle drei Phasen, in diesem Falle von drastischen Kulturwechseln gekennzeichnet, sind in der größten Ebene Italiens bisher kaum belegt, sieht man von höher gelegenen Fundstätten ab.
In der Antike war der Ort eine 42 v. Chr. gegründete römische Kolonie mit dem Namen Iulia Concordia (seit Augustus), an der Stelle, wo sich die römische Via Annia und die Via Postumia kreuzten. Inschriften aus Concordia finden sich in CIL V 1866–1955, 8654–8781, 8987–8989.
Nach dem Untergang des Weströmischen Reiches kam Concordia unter die langobardische Herrschaft von Cividale. Später war es Teil der Mark Friaul des fränkischen Reiches, dann kam es unter die Herrschaft der Patriarchen von Aquileia. Im Jahre 1420 fiel es wie ganz Friaul an die Republik Venedig.
Da sich im Ort eine bedeutende Geschossfabrik befand, entstand der Beiname Sagittaria.

## Bevölkerungsentwicklung
| 1871  | 1901  | 1921  | 1936  | 1951  | 1971  | 1991   | 2001   | 2011   |
| ----- | ----- | ----- | ----- | ----- | ----- | ------ | ------ | ------ |
| 2.657 | 3.074 | 5.017 | 6.368 | 8.298 | 9.216 | 10.558 | 10.492 | 10.640 |

## Sehenswürdigkeiten
Sehenswert sind das Baptisterium aus dem 11. Jahrhundert, die Kathedrale San Stefano von 1466 und der Bischofspalast aus dem 15. Jahrhundert.
Neben und teils unter der Kathedrale befinden sich Ausgrabungen aus römischer Zeit, die besichtigt werden können.

## Söhne und Töchter der Gemeinde
- Rufinus von Aquileia (ca. 345–411/412), Kirchenschriftsteller
- Antonio Carneo (1637–1692), Maler
- Carlo Furlanis (1939–2013), Fußballspieler